# NG騎士ラムネ&40EX2 ユラユラ銀河帝国大混戦!
『NG騎士ラムネ&40EX2 ユラユラ銀河帝国大混戦！』（エヌジーナイトラムネアンドフォーティーエクストラツー ゆらゆらぎんがていこくだいこんせん）は、OVA『NG騎士ラムネ&40EX』の続編であるラジオドラマ、ライトノベル、コミックのタイトル。

## ストーリー
前作から半年後の世界。ユラユラ銀河帝国の皇帝シロップはミルクの大ファン。帝国を乗っ取ろうと考えているコーン・ポタージュはシロップを骨抜きにしようとマジマジワールドで暮らすミルクをラムネスの元から攫ってしまった。

## ラジオドラマ
ラジオ関西『熱血電波倶楽部』にて、全14話放送された。後に放送された本編に、プロローグ・OPテーマ・ミニコント・EDテーマ・予告・エピローグ等を追加したドラマCDが全3枚発売されている。

### スタッフ
- 構成・脚本：あかほりさとる
- 音響監督：田中英行（オーディオタナカ）
- 音楽：松井忠重・りゅうてつし
- ミキサー：小原吉男
- 効果：野口透
- 協力：高橋正彦（バオバブ）
- 製作：葦プロダクション
- 協力：ASATSU
- キャラクターデザイン：伊東岳彦
- ビジュアル・ワークス：中原れい
- セル原画：伊東岳彦、中原れい

### キャスト
- ラムネス（馬場ラムネ）：草尾毅
- ミルク：横山智佐
- ココア：玉川紗己子
- ダ・サイダー：矢尾一樹
- レスカ：松井菜桜子
- ウレP：西原久美子
- コーン・ポタージュ：沢木郁也
- ゲンマイチャ：龍田直樹
- アクエリウス：森川智之
- アップル・ティ：水谷優子
- シロップ皇帝：菊池正美
- ホスト・ウォーター：塩屋浩三
- ナレーター：堀内賢雄

## ライトノベル
- 著者：あかほりさとる
- 1992年9月1日に、角川スニーカー文庫（角川書店）が発行された。
- ラジオドラマ版やコミカライズ版はギャグテイストだが、ラノベ版はギャグは控えめである（理由はアニメやラジオドラマと異なり声優ネタが使えない、漫画と違って絵が挿絵以外ないため）。

## 漫画
- 著者：画 / 中原れい・原案 / あかほりさとる
- 月刊アニメV（学習研究社）の1992年3月号から1993年1月号まで連載。
- ノーラコミックスDELUXEより単行本を1993年4月6日発行。

## 設定関連
- 本作のキーパーソンであるシロップのキャラクターモデルは声優の山口勝平であり、（当時の）彼の性格がシロップに反映されている。この事実はラジオ番組『熱血電波倶楽部』内でも言及されており、この時に草尾・横山の二人が山口を暗示する意味で（当時の）山口の渾名「甘えん坊将軍」を用いている。
- 本作の敵方キャラクターのコーン・ポタージュとゲンマイチャはあかほりが『キャッ党忍伝てやんでえ』のコーン守とゲンナリ斉の二名の設定を踏襲して生み出したもの（『熱血電波』番組中のあかほりの言より）。

| スタブアイコン | サブスタブ | この項目は、まだ閲覧者の調べものの参照としては役立たない、ラジオ番組に関連した書きかけの項目です。この項目を加筆・訂正などしてくださる協力者を求めています（P:ラジオ/PJ:放送番組）。 |

| スタブアイコン | サブスタブ | この項目は、まだ閲覧者の調べものの参照としては役立たない、文学に関連した書きかけの項目です。この項目を加筆・訂正などしてくださる協力者を求めています（P:文学、PJ:ライトノベル）。項目が小説家・作家の場合には{Writer-substub}を、文学作品以外の本・雑誌の場合には{Book-substub}を貼り付けてください。 |